# Chris Douglas (Leichtathlet)
Chris Douglas (* 10. Februar 1997 in Melbourne) ist ein australischer Hürdenläufer, der sich auf den 110-Meter-Hürdenlauf spezialisiert hat.

## Sportliche Laufbahn
Chris Douglas wuchs in Deerfield, Illinois in den Vereinigten Staaten auf und besuchte ab 2015 die University of Iowa. 2020 siegte er in 50,02 s im 400-Meter-Hürdenlauf beim Sydney Track Classic und 2021 in 50,12 s beim Canberra Track Classic. 2022 startete er im 60-Meter-Hürdenlauf bei den Hallenweltmeisterschaften in Belgrad und stellte dort im Halbfinale mit 7,56 s einen neuen Ozeanienrekord auf und belegte dann im Finale in 7,60 s den fünften Platz. Im April siegte er in 13,65 s beim Brisbane Track Classic und im Juli schied er bei den Weltmeisterschaften in Eugene mit 13,95 s in der ersten Runde aus.
2021 wurde Douglas australischer Meister im 400-Meter-Hürdenlauf.

## Persönliche Bestzeiten
- 110 m Hürden: 13,65 s (−0,4 m/s), 9. April 2022 in Brisbane
  - 60 m Hürden (Halle): 7,56 s, 20. März 2022 in Belgrad (Ozeanienrekord)
- 400 m Hürden: 49,50 s, 18. April 2021 in Sydney